# Саммит разработчиков Ubuntu

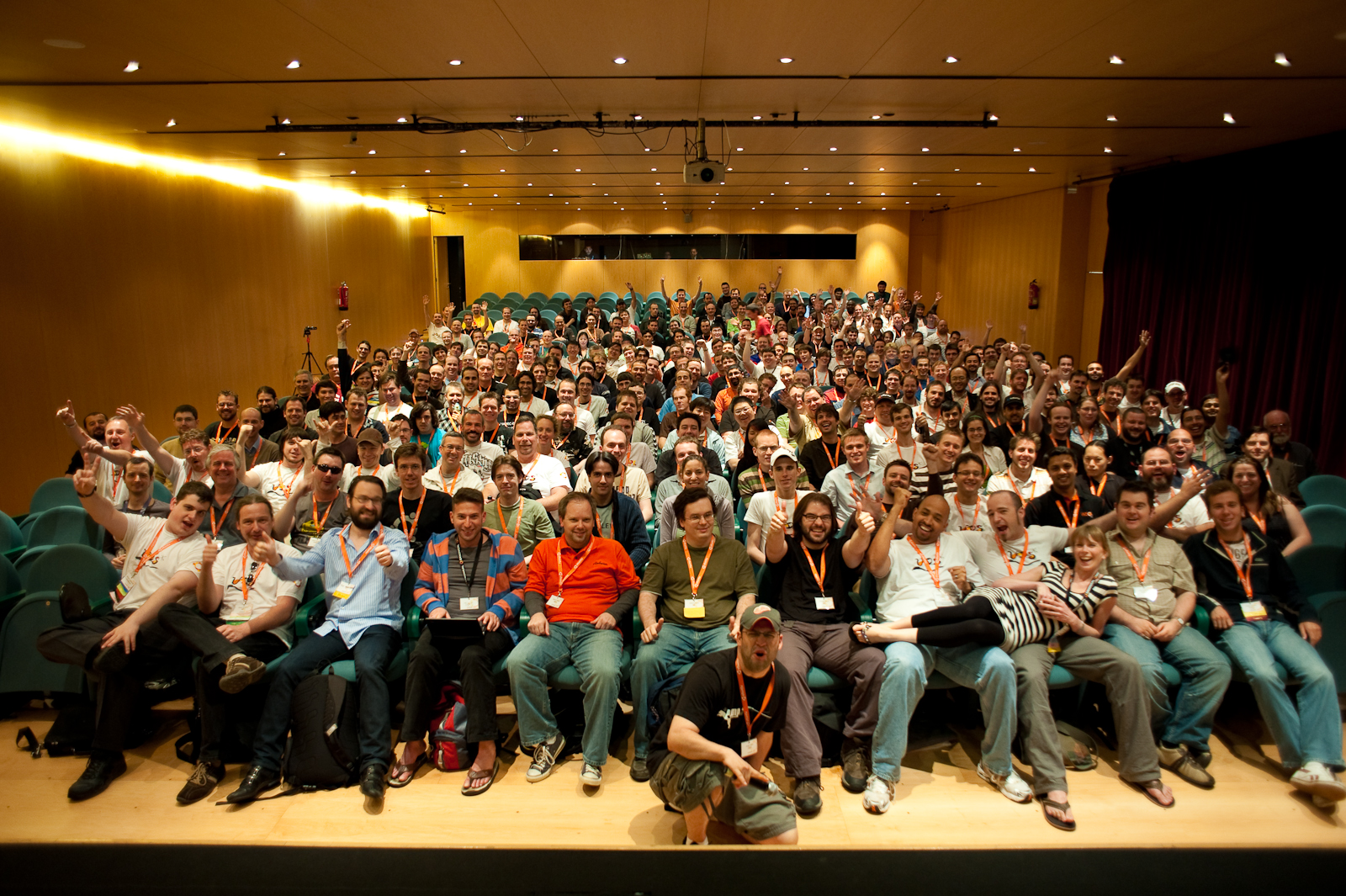
Групповое фото разработчиков Karmic

Саммит разработчиков Ubuntu (англ. Ubuntu Developer Summit, UDS) — встреча разработчиков программного обеспечения, происходящая перед выходом новой публичной версии дистрибутива Ubuntu Linux.

## Обзор
В начале нового цикла разработки разработчики Ubuntu съезжаются со всего мира, чтобы определить круг задач и основные направления улучшения системы, которые будут отражены в новом выпуске Ubuntu. Саммит вполне открыт для посещения посторонней публикой, но следует учесть, что это не конференция, выставка или какое-нибудь другое мероприятие, ориентированное на публику. Зато это замечательная возможность для разработчиков Ubuntu, которые обычно общаются при помощи сети Интернет и малознакомы друг с другом, лично пообщаться и поработать над отдельными задачами.
Небольшие группы разработчиков участвуют в небольших обсуждениях и экспериментах (ранее называлось
«BoF»/Birds-of-a-Feather). Здесь подразумевается обсуждение и принятие стандартов (спецификаций) одного проекта. Эти спецификации в дальнейшем используются при планировании новых выпусков Ubuntu.

## Саммиты
| Саммит                            | Посвящён версии | Дата                                            | Место                                |
| --------------------------------- | --------------- | ----------------------------------------------- | ------------------------------------ |
| UDS-R                             | 13.04           | Понедельник 29 октября — четверг 1 ноября 2012  | Копенгаген, Дания                    |
| UDS-Karmic                        | 9.10            | Понедельник 25 мая — пятница 29 мая 2009        | Барселона, Испания                   |
| UDS-Jaunty                        | 9.04            | Понедельник 8 декабря — пятница 12 декабря 2008 | Маунтин-Вью, Калифорния, США         |
| UDS-Intrepid                      | 8.10            | Понедельник 19 мая — пятница 23 мая 2008        | Прага, Чехия                         |
| UDS-Boston                        | 8.04            | Понедельник 28 октября — пятница 2 ноября 2007  | Кембридж, Массачусетс, США           |
| UDS-Sevilla                       | 7.10            | Воскресенье 6 мая — пятница 11 мая 2007         | Севилья, Испания                     |
| UbuntuDeveloperSummitMountainView | 7.04            | Воскресенье 5 ноября — пятница 10 ноября 2006   | Маунтин-Вью, Калифорния, США         |
| UbuntuDeveloperSummitParis        | 6.10            | Понедельник 19 июня — пятница 23 июня 2006      | Париж, Франция                       |
| UbuntuBelowZero                   | 6.06            | Воскресенье 30 октября — четверг 10 ноября 2005 | Монреаль, Канада                     |
| UbuntuDownUnder                   | 5.10            | Понедельник 25 апреля — суббота 30 апреля 2005  | Сидней, Новый Южный Уэльс, Австралия |
|                                   |                 | Август 2004                                     | Оксфорд, Великобритания              |
|                                   |                 | Май 2004                                        | Порту-Алегри, Бразилия               |
|                                   |                 | Апрель 2004                                     | Лондон, Великобритания               |